# Pinguim-rei

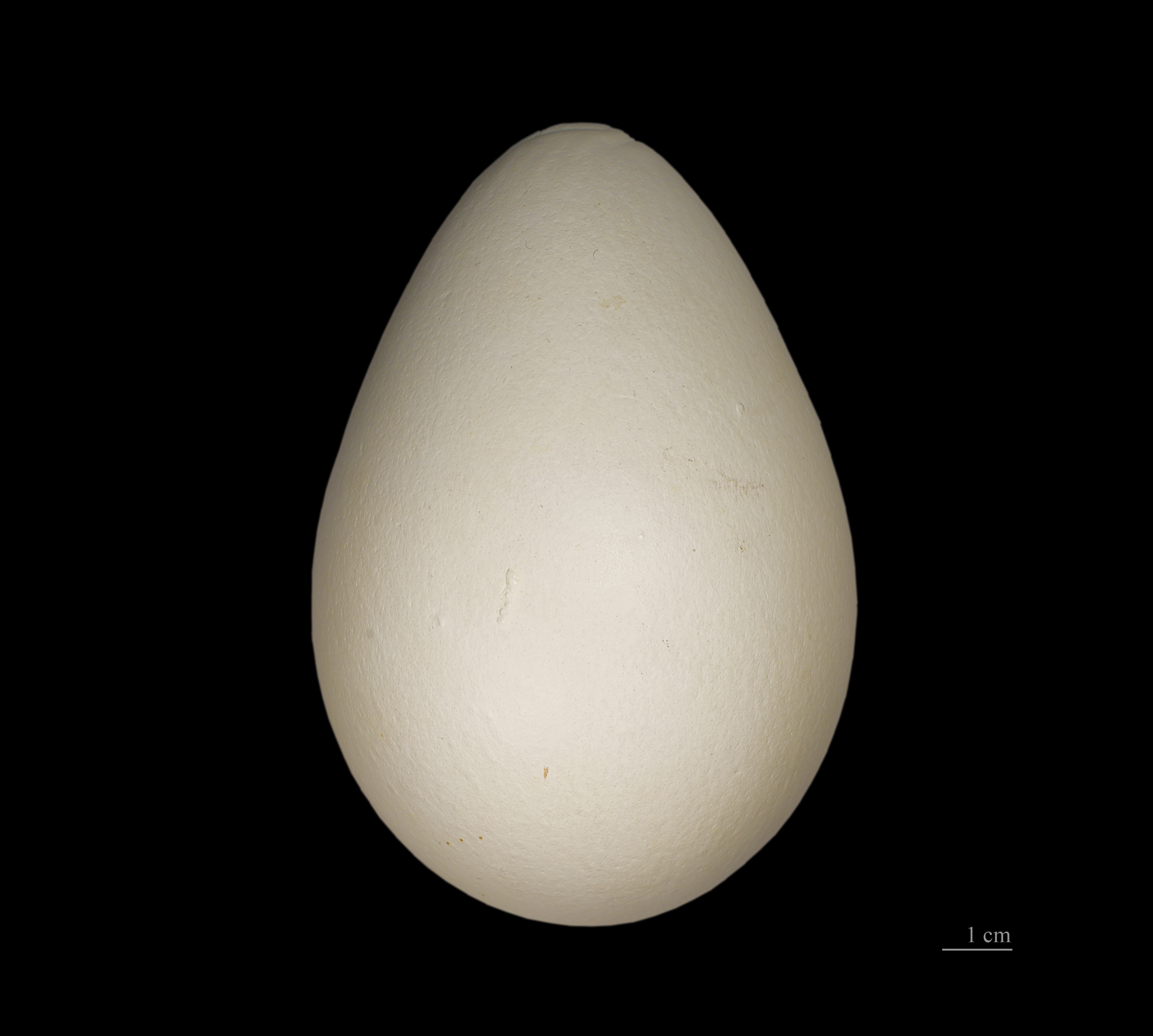
Aptenodytes patagonicus

Pinguim-rei (Aptenodytes patagonicus) é uma espécie de pinguins de aproximadamente 90 cm de altura, e que pesa de 11 a 15 quilogramas. Habita na Antártica, na zona dos ventos do oeste, e de forma rara e por acidente podem ir para o Sudeste do Brasil.

## Alimentação
São ativos e rápidos para alcançar suas presas, o bico é forte e comprido, adaptado a apanhar e reter crustáceos, moluscos, peixes pequenos, sépia e outros animais marinhos de pequeno porte, sua alimentação favorita.

## Reprodução
Em certa época do ano, os pinguins vão à terra (rocha ou gelo) para depositar seus ovos. A fêmea bota um, e raramente um segundo ovo. A forma do ninho varia, segundo a espécie de pinguim: alguns cavam, outros criam ninhos com pedras e há aqueles que botam o ovo sobre os pés.
Entre os casais de pinguins existe a fidelidade, e há o divórcio que acontece em 25% dos casos, geralmente pela má reprodução.